# Northrop Grumman MQ-8C Fire Scout
Le Northrop Grumman MQ-8C Fire Scout (aussi appelé Fire-X durant son développement) est un drone-hélicoptère construit par Northrop Grumman pour la Marine américaine. Il est destiné à la reconnaissance, au support aérien et au ciblage de précision au profit des forces terrestre, maritimes ou aériennes. Il dispose de capacités d’atterrissage et de décollage autonomes. La cellule du MQ-8C est reprise de l’hélicoptère Bell 407, tandis que l’avionique et les systèmes embarqués sont une évolution de ceux équipant le MQ-8B Fire Scout. Son premier vol a eu lieu en octobre 2013, et est suivi d’une phase de test en vol, la production en série devant initialement commencer en mars 2016. Sa mise en service à lieu 2021. 

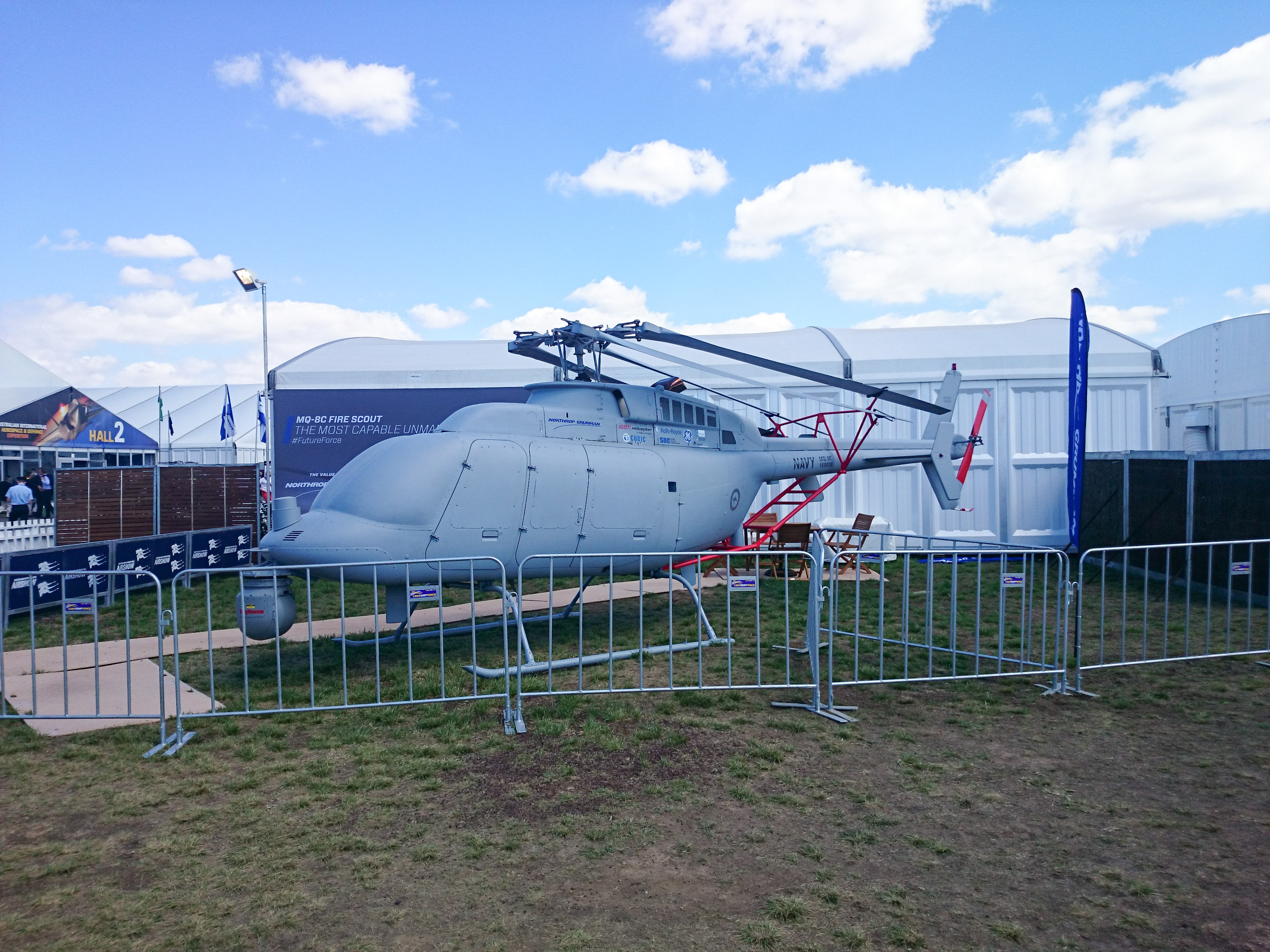
MQ-8C Fire Scout exposé en 2015.

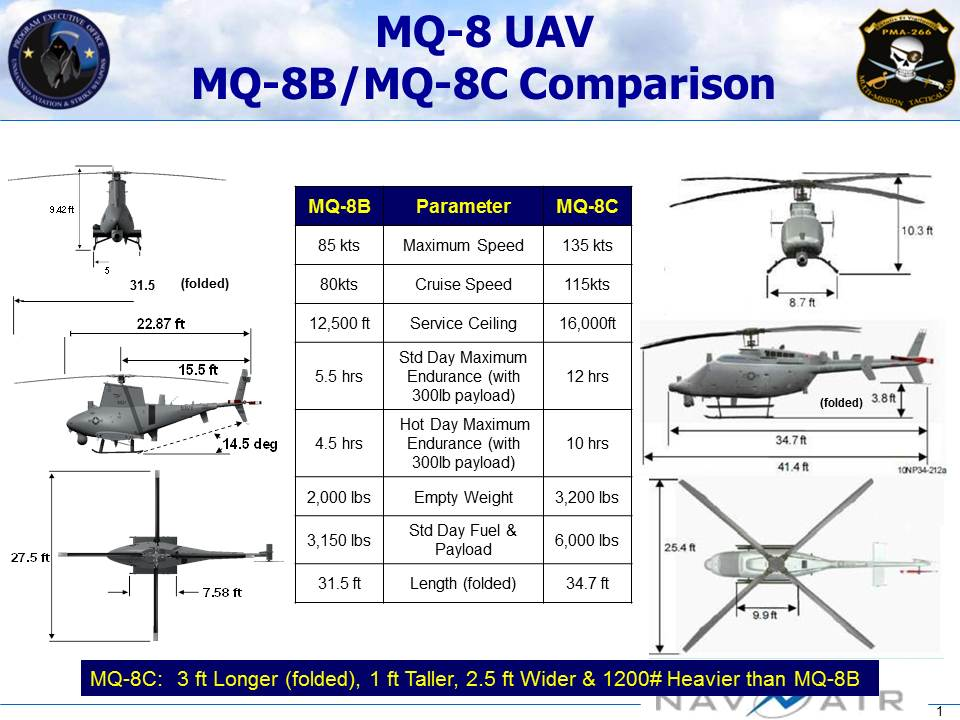
Comparaison entre le MQ-8B et le MQ-8C

## Conception

### Essais en vol
Le 3 mai 2010, Northrop annonce son intention de faire voler un hélicoptère Bell 407 modifié avec le système de contrôle du MQ-8B Fire Scout.  Baptisé Fire-X, celui-ci avait pour objectif d’expérimenter une capacité de transport sans pilote au profit de la Navy. Le premier vol autonome du Fire-X a eu lieu sur la zone d’essai de Yuma, en Arizona, le 20 décembre 2010. Le 23 avril 2012, un contrat d’une valeur de 262,3 millions de dollars est accordé par la Navy à Northrop pour la construction du drone, rebaptisé MQ-8C Fire Scout. Le contrat porte sur la fabrication de deux prototypes suivis de six appareils de préproduction. Par la suite, la Navy entend obtenir 28 MQ-8C pour ses forces spéciales. En mars 2013, la turbine Rolls-Royce 250-C47E est intégrée au MQ-8C ; ce qui permet d’augmenter la puissance de 5% en situation hot and high, de réduire la consommation de 2%, d’augmenter la puissance au décollage de 8%, et d’améliorer la fiabilité. L’appareil présente ainsi une autonomie de 12 heures, une autonomie de 280 km, et une capacité d’emport de 318 kg, c’est-à-dire une autonomie deux fois supérieure, et une charge utile trois fois supérieure à celles du MQ-8B.
Le premier MQ-8C est livré début juillet 2013. Des essais au sol sont d’abord réalisés afin de s’assurer du bon fonctionnement des systèmes et de la communication avec la station de contrôle au sol, avant que le premier vol ne soit effectué.  Le premier vol est prévu début octobre 2013, pour une mise en service fin 2014. Il est alors envisagé d’intégrer le système de roquettes APKWS II après 2016,, mais des problèmes d’intégration et de capacité d’emport limitée ont ensuite repoussé ce projet à 2023. Le premier essai moteur a lieu le 24 septembre 2013, peu avant la livraison prévue du second MQ-8C à la Navy, le 30 septembre. Le premier vol est alors prévu pour mi-octobre de la même année, les essais devant alors durer six mois.
Le premier vol a finalement lieu le 31 octobre 2013, en pilotage autonome, pendant une durée de 7 minutes et dans un espace contrôlé de la base navale de Ventura County à Oxnard, en Californie. Il est suivi d’un deuxième vol quelques heures plus tard, menant l’appareil à une altitude de 500 pieds. Lors de ces vols, le MQ-8C est sous contrôle partagé de Northrop Grumman et de la Navy.  Le second appareil n’est finalement livré que le 25 novembre 2013, et effectue son premier vol le 12 février 2014. À la fin du mois, les deux MQ-8C totaliseront 66 heures de vol. Les 100 heures de vol sont atteintes le 10 mars 2014. La Navy commande 5 exemplaires supplémentaires en avril 2014. Le premier embarquement à bord d’un Littoral Combat Ship est envisagé courant 2015. Toutefois, les essais embarqués commencent le 16 décembre 2014, à bord du destroyer de classe Arleigh Burke USS Jason Dunham. L’appareil effectue 22 appontages en moins de quatre heures. Les essais se terminent le 19 décembre, avec 32 décollages et appontages en trois vols,.

## Carrière
Le 22 juin 2019, la Navy annonce que le MQ8-C a atteint sa capacité opérationnelle initiale, et qu’il sera déployé sur les Littoral combat ship à partir de 2021.
Le 12 décembre 2021, un MQ-8C du HSC-22 est déployé de manière opérationnelle pour la première fois à bord du USS Milwaukee (LCS-5), un Littoral combat ship de classe Freedom mis en service en novembre 2015. 
Un total de 36 appareils a été finalement livré à la Marine américaine. On envisage en 2022 d'autres missions pour ceux-ci dont la lutte anti-sous-marine.

## Utilisateurs
États-Unis
- United States Navy